# 谋职记
《谋职记》是一部1961年的意大利电影，埃尔曼诺·奥尔米执导。该电影是对新现实主义的扩展，探讨了意大利社会对青少年的不人道做法。影片获英国电影协会奖、威尼斯电影节意大利电影评论奖、意大利电影金像奖。